# Elkov-Kasper
Elkov-Author Cycling Team (código UCI: EKA), é uma equipa de ciclismo checa de categoria Continental (terceira categoria); ainda que durante os anos 2008-2009 foi de uma categoria superior: Profissional Continental; nos quais a equipa não esteve integrada no programa de passaporte biológico da UCI, pelo que não pôde assistir às corridas mais importantes do calendário internacional apesar de cumprir o primeiro requisito de estar nessa segunda categoria. Participa nos Circuitos Continentais UCI.

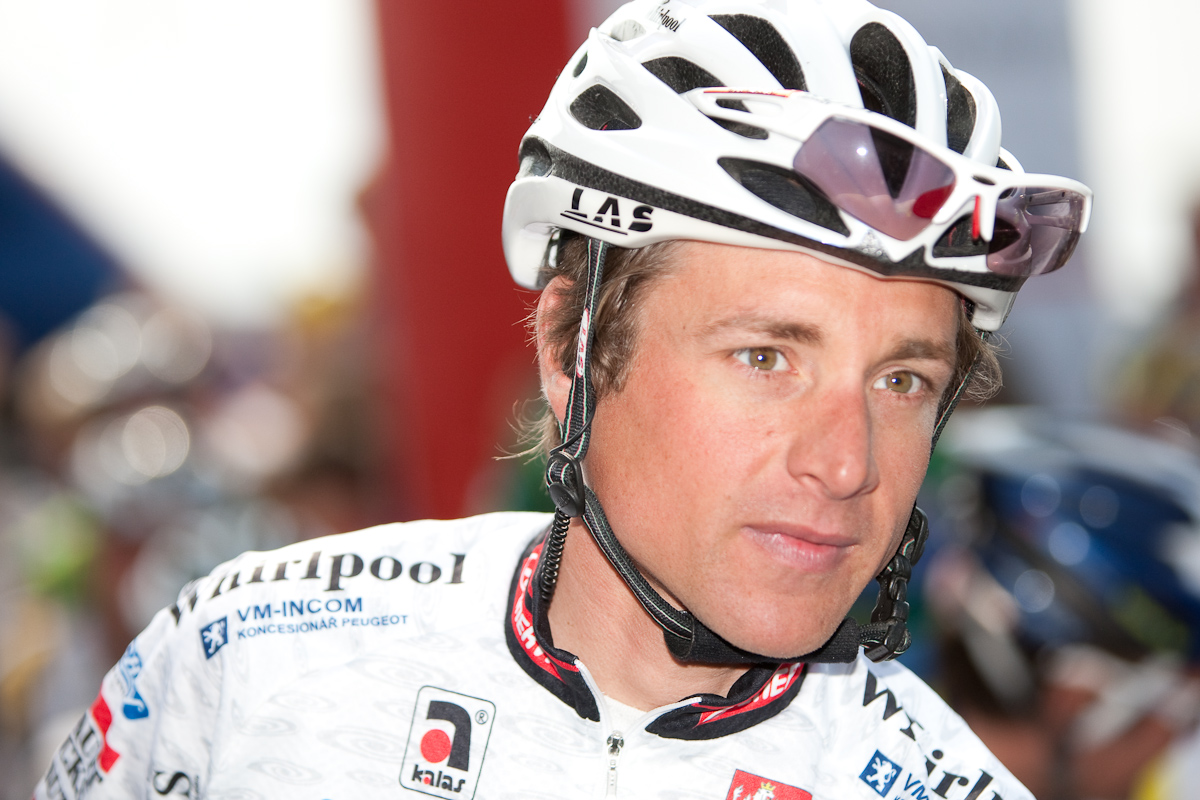
Patrik Sinkewitz.

Durante muitos anos os principais patrocinadores da equipa foram PSK (o clube de desportos da Polícia), Whirlpool (uma companhia que manufatura e comercializa dispositivos para o lar) e Author (um fabricante de bicicletas).
A equipa era uma da mais potentes do Leste Europeu até à queda do Muro (que pôs fim à Guerra Fria). A formação converteu-se em profissional no ano 2002.

## Material ciclista
A equipa utiliza bicicletas Author. Anteriormente utilizou bicicletas Fuji (os dois primeiros anos) e Wheeler (2006).

## Sede
A equipa tem sua sede em Hradec Králové (Prubezna 611, 500 09 ).

## Classificações UCI
A União Ciclista Internacional elaborava o Ranking UCI de classificação dos ciclistas e equipas profissionais.
A partir de 1999 e até 2004 a UCI estabeleceu uma classificação por equipas divididas em três categorias (primeira, segunda e terceira). A classificação da equipa e de sua ciclista mais destacado foi a seguinte:
| Ano  | Categoria | Classificação por equipas | Melhor corredor na classificação individual | Posição |
| 2000 | Terça     | 3º                        | Ondřej Sosenka                              | 392º    |
| 2001 | Terça     | 9º                        | František Trkal                             | 584º    |
| 2002 | Terça     | -                         | -                                           | -       |
| 2003 | Terça     | 54º                       | Martin Mareš                                | 1453º   |
| 2004 | Terça     | 18º                       | Jan Faltynek                                | 453º    |

A partir de 2005 a UCI instaurou os Circuitos Continentais UCI, onde a equipa está desde que se criou dita categoria, registado dentro do UCI Europe Tour. Estando nas classificações do UCI Europe Tour Ranking e UCI Asia Tour Ranking. As classificações da equipa e de seu ciclista mais destacado são as seguintes:
| Ano                     | Classificação por equipas | Melhor corredor na classificação individual | Posição |
| 2005 (Europe Tour)      | 18º                       | František Raboň                             | 12º     |
| 2005-2006 (Europe Tour) | 21º                       | Stanislav Kozubek                           | 134º    |
| 2006-2007 (Ásia Tour)   | 21º                       | Martin Mareš                                | 56º     |
| 2006-2007 (Europe Tour) | 42º                       | Tomáš Bucháček                              | 183º    |
| 2007-2008 (Ásia Tour)   | 50º                       | Petr Benčík                                 | 242º    |
| 2007-2008 (Europe Tour) | 63º                       | André Schulze                               | 102º    |
| 2008-2009 (Ásia Tour)   | 30º                       | Danilo Fundo                                | 48º     |
| 2008-2009 (Europe Tour) | 20º                       | Danilo Fundo                                | 28º     |
| 2009-2010 (Europe Tour) | 23º                       | André Schulze                               | 56º     |
| 2010-2011 (Europe Tour) | 45º                       | Petr Benčík                                 | 154º    |
| 2011-2012 (Europe Tour) | 58º                       | Tomáš Bucháček                              | 281º    |
| 2012-2013 (Europe Tour) | 60º                       | Jiří Hudeček                                | 136º    |
| 2013-2014 (Europe Tour) | 45º                       | Paweł Cieślik                               | 85º     |
| 2015 (Europe Tour)      | 39º                       | Alois Kaňkovský                             | 50º     |
| 2016 (Europe Tour)      | 45º                       | Alois Kaňkovský                             | 280º    |
| 2017 (Europe Tour)      | 20º                       | Josef Černý                                 | 60º     |
| 2018 (Europe Tour)      | 14º                       | Josef Černý                                 | 56º     |

## Palmarés

### Palmarés 2019

#### Circuitos Continentais UCI
| Datas      | Circuito                | Carreiras               | Ganhador        |
| 6 de março | UCI Europe Tour de 2019 | Trofej Umag-Umag Trophy | Alois Kaňkovský |

#### Campeonatos nacionais
| Datas | Carreiras | Ganhador |

## Elenco

### Elenco de 2019
| Nome            | Nascimento | Nacionalidade | Equipa 2018           |
| Jan Bárta       | 07/12/1984 | Chéquia       | Elkov-Author          |
| Karel Hník      | 09/08/1991 | Chéquia       | Pardus-Tufo Prostejov |
| Alois Kaňkovský | 19/07/1983 | Chéquia       | Elkov-Author          |
| Michael Kukrle  | 17/11/1994 | Chéquia       | Elkov-Author          |
| Dominik Neumann | 23/10/1995 | Chéquia       | Neoprofesional        |
| Jakub Otruba    | 30/01/1998 | Chéquia       | Elkov-Author          |
| Michal Schlegel | 31/05/1995 | Chéquia       | CCC Sprandi Polkowice |
| František Sisr  | 17/03/1993 | Chéquia       | CCC Sprandi Polkowice |
| Matej Štibingr  | 01/12/1997 | Chéquia       | Team Dukla Praha      |
| Matěj Zahálka   | 04/12/1993 | Chéquia       | Elkov-Author          |